# (22162) Leslijohnson
(22162) Leslijohnson (2000 WS123) – planetoida z pasa głównego asteroid okrążająca Słońce w ciągu 4,07 lat w średniej odległości 2,55 j.a. Odkryta 29 listopada 2000 roku.